# Julius Hartmann (General, 1821)
Carl Gottfried Julius Hartmann (geboren 19. Mai 1821 in Hannover; gestorben 13. Juni 1892 ebenda) war ein preußischer Generalleutnant und Militärschriftsteller.

## Leben

### Herkunft
Julius war ein Sohn des Schatzrates Theodor Hartmann († 1867) und dessen Ehefrau Friederike, geborene Wehner († 1869). Der gleichnamige hannoversche General der Artillerie Julius von Hartmann (1774–1856) war ein Verwandter von ihm.

### Militärkarriere
Hartmann besuchte das Gymnasium in seiner Heimatstadt und trat anschließend am 1. Oktober 1835 als Kadett in die Artillerie der Hannoverschen Armee ein. Er avancierte Mitte Mai 1839 zum Sekondeleutnant und war ab Oktober 1842 auf Jahr Jahr nach Berlin kommandiert, um dort die Allgemeine Kriegsschule und die Universität zu besuchen. In dieser Zeit wurde er am 29. Juli 1843 zum Premierleutnant befördert und war von 1847 bis 1851 zur Landesvermessung kommandiert. Hartmann nahm zwischenzeitlich 1848 am Feldzug gegen Dänemark teil. Danach kam er am 1. September 1849 als Lehrer an die Militärakademie in Hannover. Dort wurde er am 31. Mai 1851 zum Hauptmann befördert und im Jahr 1852 zum Mitglied der Artillerie-Technischen Kommission ernannt. Am 1. Oktober 1856 wurde er zum Batteriechef ernannt und am 15. Oktober 1856 zugleich auch Mitglied des Direktoriums der Militärakademie. Er kam am 1. September 1859 als Lehrer an die Generalstabsakademie in Hannover. Am 22. Mai 1865 wurde er zum Major befördert. Während des Krieges gegen Preußen kämpfte er in der Schlacht bei Langensalza. Er organisierte in Göttingen die feldmäßige Ausstattung der Batterien und Munitionskolonnen, dann übernahm er das Kommando der Reserveartillerie. Die Hannoverische Armee errang einen Pyrrhussieg und musste dennoch kapitulieren. Nach dem Krieg wurde das Königreich Hannover annektiert und Hartmann trat daraufhin am 9. März 1867 als Major mit Patents vom 19. Oktober 1866 in den Verbund der Preußischen Armee über und wurde als Kommandeur der 1. Abteilung im Feldartillerie-Regiment Nr. 11 angestellt. Am 18. August 1868 folgte seine Kommandierung zur Artillerie-Prüfungskommission und am 11. Februar 1869 wurde Hartmann unter Stellung à la suite seines Regiments etatmäßiges Mitglied sowie Vorstand der Versuchsabteilung der Artillerie-Prüfungskommission. In dieser Eigenschaft stieg er Mitte Juni 1869 zum Oberstleutnant auf.
Während der Mobilmachung anlässlich des Krieges gegen Frankreich wurde Hartmann am 10. Juli 1870 als Stabsoffizier dem Kommandierenden General des Oberkommandos der 3. Armee zugeteilt. Er kämpfte bei Weißenburg, Wörth und an der Lisaine, am Ognon, bei Pasques, Longeau, Villersexel, Epinal, Langres und Bessancourt sowie bei der Belagerung von Straßburg. Ausgezeichnet mit dem Eisernen Kreuz II. Klasse kehrte er am 6. Mai 1871 in seine Friedensstellung zurück, erhielt Mitte August 1871 den Charakter als Oberst und am 19. September 1871 noch das Eiserne Kreuz I. Klasse. Unter Verleihung eines Patent vom 18. August 1871 erfolgte am 23. November 1871 seine Ernennung zum Kommandeur des Magdeburgischen Festungsartillerie-Regiments Nr. 4. Unter Stellung à la suite seines Regiments schloss sich am 9. Juni 1874 eine Verwendung als Kommandeur der 2. Fußartillerie-Brigade sowie am 22. März 1876 die Beförderung zum Generalmajor an. Anlässlich des Ordensfestes wurde Hartmann im Januar 1879 mit dem Roten Adlerorden II. Klasse mit Eichenlaub ausgezeichnet und am 13. Mai 1879 auch als Mitglied der Prüfungskommission für Hauptleute und Premierleutnants der Artillerie berufen. Er erhielt am 11. Juni 1881 den Charakter als Generalleutnant und wurde mit Pension zur Disposition gestellt.
Bereits während seiner aktiven Dienstzeit hatte sich Hartmann als Militärschriftsteller betätigt.

### Familie
Hartmann heiratete am 1. Mai 1852 in Altona Cäcilie Bötsch. Aus der Ehe gingen die Kinder Julius (1853–1876), Anna (* 1855) und Adolf (* 1857) hervor.

## Schriften
- Vorträge über Artillerie. Hannover 1856/58.
  - Einleitung in die Balistik. 1856
  - Von den Schiessversuchen in der Artillerie. 1858.
- Artillerieorganisation. (2 Teile), Hannover 1864.[2]
- Der Hannoverschen Artillerie zur Erinnerung. Flugschrift, 1866.
- Erinnerungen eines deutschen Officiers 1848–1871. 1882, Digitalisat
- Erlebtes aus dem Kriege 1870/71. 1885.
- Wie es war und wurde. Erzählungen, 1885.
- Zu spät erkannt. Ein Zeitbild 1871–1873. 1886.
- Wandel der Zeiten. Erzählungen, 1888, Digitalisat
- Zu spät erkannt. Roman, 1888.
- Meine Erlebnisse in hannoverscher Zeit 1839-1866. Herausgegeben von seinem Sohne [Adolf Hartmann], Wiesbaden: Bergmann, 1912
  - Neudruck der Auflage von 1912, Bad Langensalza 2005